# Tritonia karooica
Tritonia karooica är en irisväxtart som beskrevs av M.P.de Vos. Tritonia karooica ingår i släktet Tritonia och familjen irisväxter. Inga underarter finns listade i Catalogue of Life.